# Divinas palabras (película de 1977)
Divinas palabras es una película de drama mexicana de 1978 dirigida por Juan Ibáñez y protagonizada por Silvia Pinal y Mario Almada. Esta cinta está basada en el drama homónimo de Ramón del Valle-Inclán

## Argumento
Mari Gaila (Silvia Pinal), es una adúltera entre harapientos, ladrones, prostitutas, enanos y otros seres deformes, en un raro cuadro ubicado en un país y un tiempo imprecisos. Su marido es un pobre sacristán que acuerda con otros parientes hacer negocio con la exhibición de su sobrino huérfano, un enano retrasado mental. Sorprendida en pleno adulterio con su amante, Mari Gaila es enjaulada desnuda y llevada ante su marido, que cree salvar a su esposa recitando lo de El que esté libre de culpas....

## Reparto
- Silvia Pinal como Mari Gaila
- Mario Almada como Séptimo Miau
- Rita Macedo como Benita la costurera
- Guillermo Orea como Pedro Galio
- Martha Zavaleta como Tatula
- Martha Verduzco como Marica
- Carmen Flores como Simoniña
- Xavier Estrada como Laureano

## Comentarios
Esta trama del español Valle-Inclán, ya había dado al joven director mexicano Juan Ibáñez un gran éxito cuando la llevó al teatro antes de iniciarse como director con Los caifanes (1966), cinta llamativa y renovadora. 
La actriz Silvia Pinal reveló: "Esa película yo la iba a hacer con Luis Buñuel en España, pero tuvo problemas de derechos de autor. Los herederos, sobre todo un hermano que era profesor en Estados Unidos, no quisieron vendérsela, aunque Buñuel había sido amigo de del Valle-Inclán. Ya nos habíamos resignado a no hacerla, cuando Ibáñez apareció con los derechos comprados. Y la filmó en México, pero después tuvo problemas con la exhibición internacional."